# Sporting Clube de Braga/AAUM
El Sporting Clube de Braga/Associação Académica da Universidade do Minho es un club portugués de fútbol sala de la ciudad de Braga que actualmente compite en Primera División. El equipo, tal y como se conoce en la actualidad, fue fundado en 2007, cuando el SC Braga y el AAUM fusionaron sus equipos de fútbol sala, que ya competían con anterioridad.
Esta fusión se produce cuando el SC Braga desciende a Segunda División, a pesar de alcanzar la final de la Copa de Portugal de fútbol sala 2006-07. Ya reconvertido en SC Braga/AAUM, el club consigue el ascenso tras 4 temporadas intentándolo, volviendo a competir en Primera División en la temporada 2011-12.
El club consigue afianzarse en la categoría, disputando el playoff por el título de liga de manera frecuente y alcanzando de nuevo otra final de Copa en la temporada 2012-13. En la temporada 2016-17 consigue alcanzar la final del playoff por el título de liga, tras eliminar al Benfica en semifinales. Terminaría perdiendo en la final contra el Sporting CP en 4 partidos. Al alcanzar la final, el club se convierte en el tercer club portugués en disputar la Liga de Campeones de la UEFA de Fútbol Sala, debutando en la temporada 2017-18, consiguiendo una meritoria clasificación hasta la Ronda Élite.

## Plantilla 2018/2019
Para la temporada 2018-19, la plantilla del club es la siguiente:
|    | Nac.     | Nombre                                  | Sobrenombre     | Puesto    |
| -- | -------- | --------------------------------------- | --------------- | --------- |
| 2  | Portugal | Vasco Diogo Alves Ribeiro               | Vasco Ribeiro   | Portero   |
| 15 | Portugal | Diogo Miguel Carvalho Vieira            | Diogo Vieira    | Portero   |
| 16 | Portugal | Vítor Hugo Fernandes Moreira            | Vítor Hugo      | Portero   |
| 8  | Brasil   | Ciro Fernando Oliveira Costa            | Ciro            | Cierre    |
| 9  | Portugal | Nílson Santos Varela Miguel             | Nílson Miguel   | Cierre    |
| 14 | Portugal | Rui Miguel Pereira Silva                | Rui Silva       | Cierre    |
| -  | Brasil   | Franklin Lemos Diniz                    | Franklin Neto   | Universal |
| 20 | Portugal | Ricardo Alberto de Jesus Pinto          | Ricardinho      | Universal |
| -  | Portugal | Tiago Daniel Galante Cruz               | Tiago Cruz      | Ala       |
| 4  | Portugal | André Manuel Torres Costa Machado       | André Machado   | Ala       |
| 6  | Portugal | Pedro Manuel Oliveira Martins           | Coelho          | Ala       |
| 7  | Portugal | João Pedro Lemos Abreu                  | João Abreu      | Ala       |
| 10 | Brasil   | Bruno Cintra Diógenes                   | Bruno Cintra    | Ala       |
| 17 | Portugal | João Fernandes Mikus                    | João Mikus      | Ala       |
| 19 | Portugal | Tiago André Santos Fernandes            | Tiago Fernandes | Ala       |
| 24 | Portugal | Ricardo José Pires Coelho Pereira Lopes | Ricardo Lopes   | Ala       |
| 29 | Portugal | Mário Claúdio Nogueira Carreiras        | Marinho         | Ala       |
| 11 | Portugal | João Miguel Barros Soares               | João Miguel     | Pivot     |
| 12 | Portugal | Tiago Alexandre Azevedo Correia         | Tiago Correia   | Pivot     |
| 22 | Brasil   | Ângelo Cássio Chaves Coelho             | Cássio          | Pivot     |

Entrenador:  Paulo Tavares

## Trayectoria
| 2019-20                                          | 1ªD         |               |               |               | -  |               |             |
| 2018-19                                          | 1ªD         | 6º            | Cuartos final | Octavos final | -  | 2º            | -           |
| 2017-18                                          | 1ªD         | 3º            | Semifinales   | Cuartos final | -  | Semifinales   | Ronda Élite |
| 2016-17                                          | 1ªD         | 3º            | 2º            | Octavos final | -  | Cuartos final | -           |
| 2015-16                                          | 1ªD         | 4º            | Semifinales   | Octavos final | -  | Cuartos final | -           |
| 2014-15                                          | 1ªD         | 2º            | Semifinales   | 4ª ronda      | -  | No existe     | -           |
| 2013-14                                          | 1ªD         | 3º            | Semifinales   | Cuartos final | 2º | No existe     | -           |
| 2012-13                                          | 1ªD         | 5º            | Cuartos final | 2º            | -  | No existe     | -           |
| 2011-12                                          | 1ªD         | 9º            | -             | 2ª ronda      | -  | No existe     | -           |
| 2010-11                                          | 2ªD Serie A | 1º · Asciende | 2º            | 3ª ronda      | -  | No existe     | -           |
| 2009-10                                          | 2ªD Serie A | 4º            | -             | 2ª ronda      | -  | No existe     | -           |
| 2008-09                                          | 2ªD Serie A | 4º            | -             | 1ª ronda      | -  | No existe     | -           |
| 2007-08                                          | 2ªD Serie A | 3º            | -             | 1ª ronda      | 2º | No existe     | -           |
| 2006-07                                          | 1ªD         | 11º           | -             | 2º            | -  | No existe     | -           |
| 2005-06                                          | 1ªD         | 11º           | -             | 3ª ronda      | -  | No existe     | -           |
| Datos actualizados hasta el 25 de junio de 2019. |             |               |               |               |    |               |             |

## Palmarés

### Torneos nacionales (0)
| Competición                        | Títulos | Subcampeonatos   |
| ---------------------------------- | ------- | ---------------- |
| Primera División de Portugal (0/1) |         | 2016–17          |
| Taça de Portugal (0/2)             |         | 2006–07, 2012–13 |
| Taça de Liga (0/1)                 |         | 2019             |
| Supertaça de Portugal (0/2)        |         | 2007, 2013       |
| Segunda División de Portugal (0/1) |         | 2010-11          |